# Vossenlintworm
Vossenlintworm (Echinococcus multilocularis) is een kleine lintworm van 2 tot 6 mm lengte. Deze  cestode die net als Echinococcus granulosus verantwoordelijk is voor het optreden van hydatidosus bij veel zoogdieren waaronder knaagdieren en alveolaire echinococcose bij de mens. Anders dan E. granulosus, produceert E multilocularis veel kleine cysten verspreid door het geïnfecteerde dier. Als zo'n cyste in een hondachtige terechtkomt (een hond of vos die een besmet dier eet) ontstaat een heftige lintworminfectie. In Vlaanderen en Brussel wordt er slechts zelden lintworm aangetroffen bij vossen en in de laatste decennia neemt de aanwezigheid ervan niet toe. In Nederland is sinds 1996 in Zuid-Limburg en Oost-Groningen deze lintworm in geringe percentages bij vossen aangetroffen.

## Levenscyclus

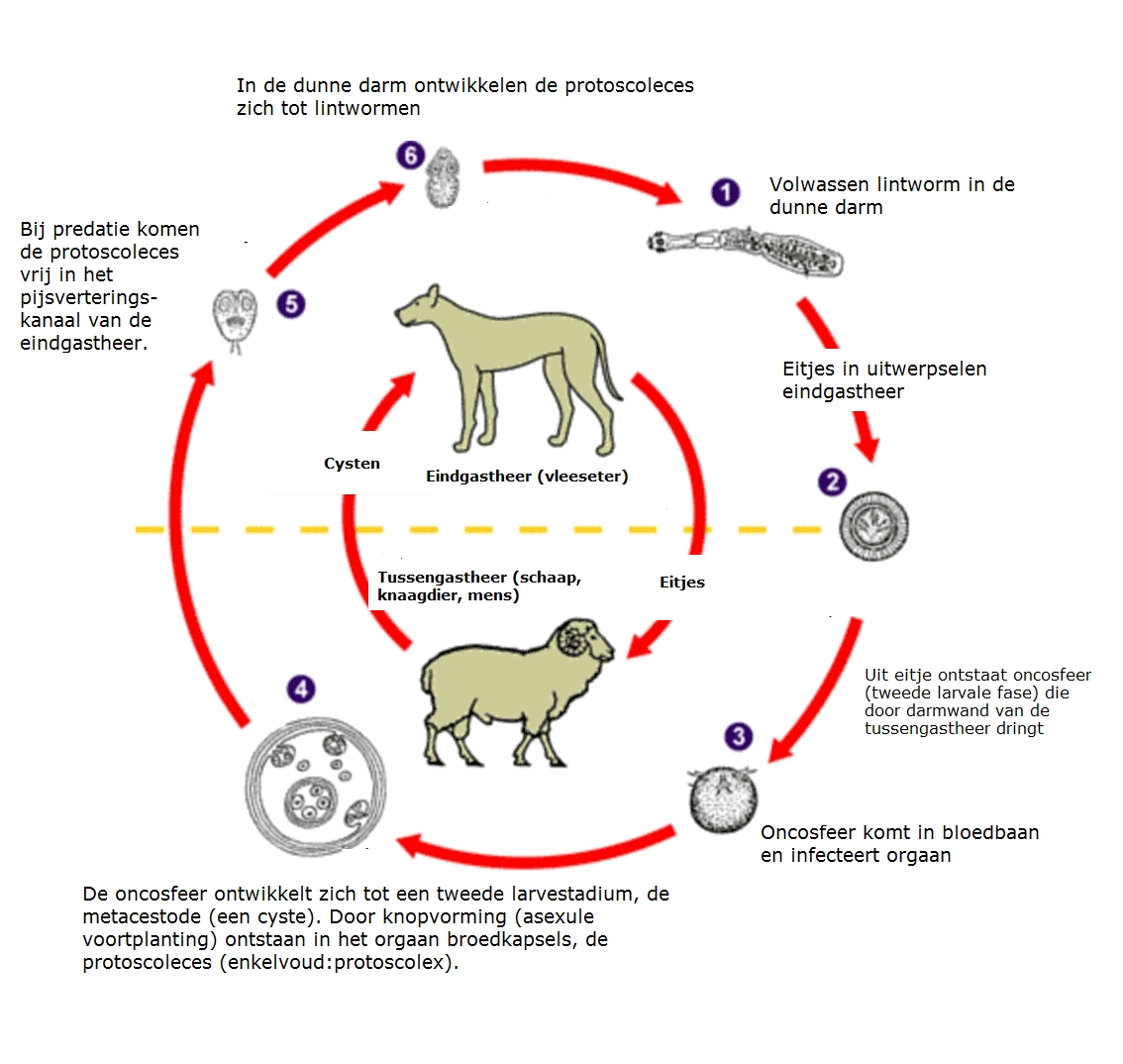
Levenscyclus van een echinococcus

De cyclus begint met de lintworm in de dunne darm van de vleeseter (vos). Die veroorzaakt daar betrekkelijk weinig schade, voedt zich met de darminhoud en plant zich voort door eitjes te leggen, tot wel 200 per dag. Deze microscopisch kleine eitjes komen via de uitwerpselen in het milieu. Deze eitjes zijn bestand tegen koude en kunnen maandenlang infectueus blijven. Meestal fungeren knaagdieren als tussengastheer, maar ook grazers als schapen en geiten of mensen die in de natuur eetbare gewassen verzamelen en rauw opeten kunnen deze eitjes in de maag krijgen. Via de maag komen de eitjes in de darm, daar ontstaat het eerste larvestadium van de lintworm, de zogenaamde oncosfeer. Deze doorboort de darmwand en reist via de bloed- en lymfebaan naar een orgaan, meestal de lever, maar ook naar longen en hersenen. In het orgaan ontwikkelt de oncosfeer zich tot een met vocht gevuld blaasje (een cyste) gevuld met zogenaamde metacestoden. Dit is het tweede larvestadium. In dit stadium vermenigvuldigt de larve zich ongeslachtelijk en vormt tumorachtige structuren die dwars door aangrenzend weefsel kunnen groeien en zodoende ernstige aandoeningen veroorzaken. In de natuur worden de geïnfecteerde knaagdieren traag en dus sneller een prooi voor de vos. Die krijgt de larven binnen. Uit deze larven ontwikkelen zich in het maag-darmkanaal van de vos de volwassen lintwormen en daarmee is de cyclus gesloten.